# Victor Vlad Cornea
Victor Vlad Cornea (Sibiu, 24 settembre 1993) è un tennista rumeno.
Specialista del doppio, ha vinto numerosi titoli nei circuiti minori e ha raggiunto il 64º posto del ranking ATP nel febbraio 2024. Ha esordito nella squadra rumena di Coppa Davis nel 2022.

## Carriera
Fa la sua prima apparizione tra i professionisti in un torneo di doppio del circuito ITF nel 2010, mentre gioca il primo torneo ITF in singolare nel 2012 e in quella stagione gioca anche i primi tornei dell'ATP Challenger Tour. Sin da inizio carriera si mette in luce solo in doppio e nel 2013 vince il primo titolo in questa specialità al torneo ITF Romania F5. Negli anni successivi continua a raccogliere successi nel circuito ITF. L'esordio nel circuito maggiore risale al 2016, quando gioca con una wild-card in coppia con Victor Hănescu al Năstase Țiriac Trophy e vengono eliminati al primo turno.
Dopo aver vinto 22 tornei ITF, nell'agosto del 2021 abbandona il circuito e quello stesso mese conquista il primo titolo Challenger vincendo la prima edizione del Prague Open III in coppia con Petros Tsitsipas. L'anno successivo vince altri 4 tornei Challenger, già a febbraio fa il suo ingresso nella top 200 del ranking mondiale e a fine anno si porta a ridosso della top 100.
Continuano i successi di categoria e nell'aprile 2023 vince il prestigioso Challenger 125 di Sanremo in coppia con Franko Škugor battendo in finale Nikola Ćaćić / Marcelo Demoliner, risultato con cui entra nella top 100. La settimana successiva vince il primo incontro del circuito maggiore all'Estoril Open assieme a Radu Albot ed escono di scena al secondo turno. A fine maggio fa il suo esordio in una prova del Grande Slam con una sconfitta al primo turno del Roland Garros. Continua l'ascesa nel ranking ad agosto, quando disputa assieme a Ćaćić la sua prima semifinale nel circuito maggiore all'ATP 500 dell'Hamburg European Open.
Vince il primo incontro in una prova del Grande Slam agli Australian Open 2024 in coppia con Sriram Balaji e a febbraio sale al 64º posto del ranking.

## Statistiche

### Tornei minori

#### Singolare

##### Finali perse (1)
| Legenda tornei minori |
| Challenger (0)        |
| ITF (1)               |

| No. | Data        | Torneo                            | Superficie  | Avversario in finale | Punteggio        |
| 1.  | giugno 2015 | Bosnia ed Erzegovina F4, Kiseljak | Terra rossa | Pavel Nejedlý        | 6(5)–7, 6–2, 4–6 |

#### Doppio

##### Vittorie (36)
| Legenda tornei minori |
| Challenger (14)       |
| ITF (22)              |

| N.  | Data              | Torneo                                        | Superficie  | Compagno                    | Avversari in finale                           | Punteggio           |
| 1.  | giugno 2013       | Romania F5, Sibiu                             | Terra rossa | Tudor Cristian Șulea        | Patrick Ciorcilă Victor Crivoi                | 7-6(4), 1-6, [10-8] |
| 2.  | giugno 2014       | Romania F6, Focșani                           | Terra rossa | Petru-Alexandru Luncanu     | Alexandru-Daniel Carpen Maxim Dubarenco       | 7-6(6), 6-1         |
| 3.  | luglio 2014       | Romania F8, Curtea de Argeș                   | Terra rossa | Petru-Alexandru Luncanu     | Bogdan Ionuț Apostol Nicolae Frunză           | 6-2, 6-3            |
| 4.  | maggio 2015       | Bosnia ed Erzegovina F3, Brčko                | Terra rossa | Tudor Cristian Șulea        | Ivan Sabanov Matej Sabanov                    | 6-2, 6-4            |
| 5.  | luglio 2015       | Romania F10, Pitești                          | Terra rossa | Victor-Mugurel Anagnastopol | Matei Adrian Avram William Emanuel Birău      | 7-5, 6-2            |
| 6.  | agosto 2015       | Romania F14, Bucarest                         | Terra rossa | Stephan Fransen             | Bogdan Borza Luca George Tatomir              | 6-3, 6-3            |
| 7.  | maggio 2016       | Bosnia ed Erzegovina F1, Doboj                | Terra rossa | Nino Serdarušić             | Danylo Kalenichenko David Pichler             | 6-0, 2-6, [10-8]    |
| 8.  | luglio 2016       | Romania F10, Cluj-Napoca                      | Terra rossa | Victor-Mugurel Anagnastopol | Ronan Joncour Vladyslav Manafov               | 6-4, 6-2            |
| 9.  | agosto 2016       | Romania F12, Iași                             | Terra rossa | Victor-Mugurel Anagnastopol | Petru-Alexandru Luncanu Vladyslav Manafov     | 6-1, 3-6, [10-6]    |
| 10. | agosto 2016       | Romania F15, Brașov                           | Cemento     | Victor-Mugurel Anagnastopol | Vasile Antonescu Mircea-Alexandru Jecan       | 4-6, 7-6(6), [10-8] |
| 11. | gennaio 2017      | Turchia F3, Adalia                            | Terra rossa | Nino Serdarušić             | Vadim Alekseenko Felipe Mantilla              | 6-3, 6-1            |
| 12. | marzo 2017        | Turchia F14, Adalia                           | Terra rossa | Victor-Mugurel Anagnastopol | Mariano Kestelboim Alejo Vilaró               | 6-2, 6-2            |
| 13. | agosto 2017       | Romania F14, Bucarest                         | Terra rossa | Victor-Mugurel Anagnastopol | Nathan Eshmade Sem Verbeek                    | 7-5, 7-6(1)         |
| 14. | agosto 2018       | Romania F8, Bucarest                          | Terra rossa | Petru-Alexandru Luncanu     | Alexandru Vasile Manole Dan Alexandru Tomescu | 6-2, 6-2            |
| 15. | ottobre 2018      | Italia F34, Pula                              | Terra rossa | Mircea-Alexandru Jecan      | Marco Bortolotti Diego Matos                  | 7-5, 2-6, [10-6]    |
| 16. | aprile 2019       | Italia M25, Pula                              | Terra rossa | Mircea-Alexandru Jecan      | Bogdan Ionuț Apostol Nicolae Frunză           | 6(7)-7, 6-4, [10-4] |
| 17. | maggio 2019       | Turchia M25, Adalia                           | Terra rossa | Mircea-Alexandru Jecan      | Umut Akkoyun Mert Alkaya                      | 6-0, 6-2            |
| 18. | luglio 2019       | Italia M25, Cuneo                             | Terra rossa | Mircea-Alexandru Jecan      | Tomás Martín Etcheverry Andrea Gola           | 6-4, 6-3            |
| 19. | agosto 2019       | Romania M25, Pitești                          | Terra rossa | Mircea-Alexandru Jecan      | Vladimir Filip Luca George Tatomir            | 6-2, 6-2            |
| 20. | marzo 2021        | Slovacchia M15, Bratislava                    | Cemento (i) | Jonathan Eysseric           | Matej Gálik Karol Miloš                       | 7-6(3), 6-1         |
| 21. | marzo 2021        | Croazia M25, Rovigno                          | Terra rossa | Marco Bortolotti            | Zvonimir Babić Josip Krstanović               | 3-6, 6-3, [10-5]    |
| 22. | agosto 2021       | Italia M25, Bolzano                           | Terra rossa | Petros Tsitsipas            | Marco Bortolotti Daniel Dutra da Silva        | 6-3, 6-4            |
| 23. | 28 agosto 2021    | Prague Open III, Praga                        | Terra rossa | Petros Tsitsipas            | Martin Krumich Andrew Paulson                 | 6-3, 3-6, [10-8]    |
| 24. | 22 gennaio 2022   | Città di Forlì III, Forlì                     | Cemento (i) | Fabian Fallert              | Jonáš Forejtek Jelle Sels                     | 6-4, 6(6)-7, [10-7] |
| 25. | 19 febbraio 2022  | Città di Forlì IV, Forlì                      | Cemento (i) | Fabian Fallert              | Antonio Šančić Igor Zelenay                   | 6-4, 3-6, [10-2]    |
| 26. | 27 agosto 2022    | Prague Open III, Praga                        | Terra rossa | Andrew Paulson              | Adrian Andreev Murkel Dellien                 | 6-3, 6-1            |
| 27. | 5 novembre 2022   | Keio Challenger, Yokohama                     | Cemento     | Ruben Gonzales              | Tomoya Fujiwara Masamichi Imamura             | 7-5, 6-3            |
| 28. | 7 gennaio 2023    | Oeiras indoor, Oeiras                         | Cemento (i) | Petr Nouza                  | Jonathan Eysseric Pierre-Hugues Herbert       | 6-3, 7-6(3)         |
| 29. | 21 gennaio 2023   | Tenerife Challenger I                         | Cemento     | Sergio Martos Gornés        | Patrik Niklas-Salminen Bart Stevens           | 6-3, 6-4            |
| 30. | 25 febbraio 2023  | Internazionali Città di Rovereto, Rovereto    | Cemento (i) | Franko Škugor               | Vladyslav Manafov Oleg Prihodko               | 6(3)-7, 6-2, [10-4] |
| 31. | 1º aprile 2023    | Sanremo Challenger, Sanremo                   | Terra rossa | Franko Škugor               | Nikola Ćaćić Marcelo Demoliner                | 6-2, 6-3            |
| 32. | 22 aprile 2023    | Oeiras Challenger, Oeiras                     | Terra rossa | Franko Škugor               | Marcelo Demoliner Andrea Vavassori            | 7-6(2), 7-6(4)      |
| 33. | 12 agosto 2023    | Banja Luka Challenger, Banja Luka             | Terra rossa | Philipp Oswald              | Andrej Golubev Denys Molčanov                 | 3-6, 6-1, [15-13]   |
| 34. | 23 marzo 2024     | Murcia Open, Murcia                           | Terra rossa | Théo Arribagé               | Arjun Kadhe Jeevan Nedunchezhiyan             | 7-5, 6-1            |
| 35. | 11 maggio 2024    | Internazionali d'Abruzzo, Francavilla al Mare | Terra rossa | Théo Arribagé               | Sander Arends Matwé Middelkoop                | 7-6(1), 7-6(7)      |
| 36. | 1º settembre 2024 | Città di Como Challenger, Como                | Terra rossa | Denys Molčanov              | Alexandru Jecan Ivan Liutarevich              | 6-2, 6-3            |

##### Finali perse (21)
| Legenda tornei minori |
| Challenger (7)        |
| ITF (14)              |

| N.  | Data             | Torneo                                | Superficie  | Compagno                    | Avversari in finale                          | Punteggio              |
| 1.  | giugno 2013      | Romania F4, Cluj-Napoca               | Terra rossa | Tudor Cristian Șulea        | Carlos Boluda-Purkiss Adam Sanjurjo Hermida  | 7–6(5), 6(5)–7, [6–10] |
| 2.  | luglio 2014      | Romania F7, Pitești                   | Terra rossa | Tudor Cristian Șulea        | Ilie–Aurelian Giurgiu Mircea–Alexandru Jecan | 1–6, 4–6               |
| 3.  | luglio 2014      | Romania F9, Pitești                   | Terra rossa | Petru-Alexandru Luncanu     | Patrick Grigoriu Costin Pavăl                | 7–5, 4–6, [6–10]       |
| 4.  | gennaio 2015     | Germania F1, Schwieberdingen          | Erba (i)    | Henri Laaksonen             | Fabian Fallert Florian Fallert               | 4–6, 3–6               |
| 5.  | maggio 2015      | Romania F2, Galați                    | Terra rossa | Luca Margaroli              | Petru-Alexandru Luncanu Lukas Mugevičius     | 5–7, 4–6               |
| 6.  | agosto 2015      | Romania F12, Iași                     | Terra rossa | Alexandru-Daniel Carpen     | Andrei Ștefan Apostol Nicolae Frunză         | 2–6, 6–3, [7–10]       |
| 7.  | maggio 2016      | Ungheria F3, Seghedino                | Terra rossa | Zdeněk Kolář                | Gábor Borsos Ádám Kellner                    | 2–6, 1–6               |
| 8.  | maggio 2016      | Romania F3, Bucarest                  | Terra rossa | Victor-Mugurel Anagnastopol | Victor Crivoi Petru-Alexandru Luncanu        | 4–6, 6–2, [6–10]       |
| 9.  | giugno 2016      | Romania F5, Arad                      | Terra rossa | Victor-Mugurel Anagnastopol | Danylo Kalenichenko David Pichler            | 4–6, 1–6               |
| 10. | giugno 2016      | Romania F8, Curtea de Argeș           | Terra rossa | Victor-Mugurel Anagnastopol | Mariano Kestelboim Petru-Alexandru Luncanu   | 1–6, 3–6               |
| 11. | agosto 2016      | Romania F13, Mediaș                   | Terra rossa | Victor-Mugurel Anagnastopol | Nicolás Jarry Simón Navarro                  | 3–6, 4–6               |
| 12. | maggio 2017      | Bulgaria F1, Sozopol                  | Cemento     | Victor-Mugurel Anagnastopol | Michal Konečný Roberto Ortega Olmedo         | 6–4, 5–7, [9–11]       |
| 13. | maggio 2018      | Romania F1, Bucarest                  | Terra rossa | Victor Crivoi               | Vasile Antonescu Patrick Grigoriu            | 1–6, 4–6               |
| 14. | aprile 2019      | Italia M25, Pula                      | Terra rossa | Mircea-Alexandru Jecan      | Hunter Johnson Yates Johnson                 | 3–6, 7–6(2), [5–10]    |
| 15. | 23 ottobre 2021  | Lošinj Open, Lussino                  | Terra rossa | Ergi Kırkın                 | Andrej Martin Tristan-Samuel Weissborn       | 1–6, 6(5)–7            |
| 16. | 26 febbraio 2022 | Città di Forlì V, Forlì               | Cemento (i) | Fabian Fallert              | Vitaliy Sachko Marco Bortolotti              | 6(5)–7, 6–3, [5–10]    |
| 17. | 23 luglio 2022   | Open Ciudad de Pozoblanco, Pozoblanco | Cemento     | Luis David Martínez         | Dan Added Albano Olivetti                    | 6–3, 1–6, [10–12]      |
| 18  | 25 marzo 2023    | Challenger Biel/Bienne, Bienne        | Cemento (i) | Franko Škugor               | Constantin Frantzen Hendrik Jebens           | 2–6, 4–6               |
| 19. | 11 giugno 2023   | Heilbronner Neckarcup, Heilbronn      | Terra rossa | Philipp Oswald              | Constantin Frantzen Hendrik Jebens           | 6(7)–7, 4–6            |
| 20. | 30 marzo 2024    | Tennis Napoli Cup, Napoli             | Terra rossa | Théo Arribagé               | Guido Andreozzi Miguel Ángel Reyes Varela    | 4–6, 6–1, [7–10]       |
| 21. | 24 agosto 2024   | Dobrich Challenger, Dobrič            | Terra rossa | Ergi Kırkın                 | Alexander Merino Christoph Negritu           | 4–6, 2–6               |